# 9 tháng 6
Ngày 9 tháng 6 là ngày thứ 160 (161 trong năm nhuận) trong lịch Gregory. Còn 205 ngày trong năm.

## Sự kiện
- 68 – Hoàng đế La Mã Nero được cho là tự sát khi chạy lánh nạn trong một cuộc chính biến, khởi đầu cho năm tứ đế trong lịch sử đế quốc La Mã.
- 550 – Sau khi buộc Đông Ngụy Hiếu Tĩnh Đế phải thiện vị hoàng vị, Cao Dương lên ngôi hoàng đế, khởi đầu triều Bắc Tề.
- 908 – Sau khi đoạt lấy thực quyền tại Hoằng Nông, Tả nha chỉ huy sứ Trương Hạo sai thuộc hạ ám sát Hoằng Nông vương Dương Ác.
- 1862 – Nội chiến Hoa Kỳ: Tướng lĩnh miền Nam Stonewall Jackson kết thúc thành công Chiến dịch Thung lũng Shenandoah tại Virginia.
- 1885 – Chính phủ Pháp và triều Thanh ký kết Hòa ước Thiên Tân, chấm dứt chiến tranh Pháp-Thanh, quân Thanh rút khỏi Bắc Kỳ.
- 1934 – Phim hoạt hình The Wise Little Hen của Walt Disney được phát hành, nhân vật hoạt hình Vịt Donald xuất hiện lần đầu tiên trước công chúng.
- 1946 – Thành phố Copenhaghen (thủ đô của Đan Mạch) đã thành lập Tổ chức Quốc tế các nhà báo (viết tắt là OIJ)
- 1965 – Quân giải phóng miền Nam tiến công Đồng Xoài (bắc Biên Hoà), một chi khu quân sự, một mắt xích trong hệ thống phòng tuyến Sông Bé của Việt Nam Cộng hòa.
- 1982 – Xung đột biên giới Liban-Israel: Không quân Israel phá hủy thành công hệ thống phòng không của Syria tại Liban do Liên Xô xây dựng.
- 2006 – Tổ chức World Cup 2006 tại Đức.
- 1946 – Quốc vương Thái Lan Ananda Mahidol qua đời do bị bắn vào đầu trong phòng ngủ tại Đại Cung ở thủ đô Bangkok.

## Sinh
- 1672 – Pyotr I, Sa hoàng Nga (m. 1725).
- 1831 – Nguyễn Phúc Miên Ngô, tước phong Quế Sơn Quận công, hoàng tử con vua Minh Mạng (m. 1873).
- 1903 – Gilbert Percy Whitley, nhà ngư học kiêm côn trùng học và nhuyễn thể học người Anh (m. 1975).
- 1915 – Les Paul, nhạc sĩ người Mỹ (m. 2009).
- 1944 – Vinh Sử, nhạc sĩ người Việt
- 1963 – Johnny Depp, diễn viên người Mỹ
- 1978 – Miroslav Klose, cầu thủ bóng đá Đức
- 1978 – Matthew Bellamy, ca sĩ người Anh (Muse)
- 1980 – James Walsh, ca sĩ người Anh (Starsailor)
- 1984 – Wesley Sneijder, cầu thủ bóng đá Hà Lan
- 1984 – Masoud Shojaei, cầu thủ bóng đá Iran

## Mất
- 1946 – Ananda Mahidol, hay Rama VIII, vua Thái Lan
- 1973 – Erich von Manstein, Thống chế Đức
- 2004 – Rosey Brown, cầu thủ bóng đá Mỹ (s. 1932)
- 2022 – Matt Zimmerman, Diễn viên người Canada (s. 1934)